# Ik heb het u letterlijk juist gezegd
Ik heb het u letterlijk juist gezegd is een televisiequiz van VRT 1. Het is de Vlaamse versie van de Britse spelshow I Literally Just Told You.

## Spelverloop
Er zijn vier kandidaten waarvan er maar één de prijs van maximaal 15.000 euro kan winnen. Bijzonder is dat de kandidaten de antwoorden allemaal cadeau krijgen. Een groot deel van de antwoorden wordt tijdens de quiz zelf bedacht door een panel van drie vragenmakers, op basis van de voorstelling van de kandidaten, gebeurtenissen tijdens de quiz, en weetjes die terloops gegeven worden door Jade Mintjens, voorzitster van de vragenmakers. Er zijn ook algemene vragen waar de kandidaten moeten kiezen tussen drie gegeven antwoorden.
De prijs voor een juist antwoord stijgt tijdens de quiz geleidelijk van 250 tot 2.000 euro.
Naargelang de quiz vordert vallen de twee kandidaten met de laagste score af, en in de finale mogen de twee overblijvende kandidaten kiezen uit een lijst van vragen, die ze dan aan elkaar stellen. De beste kandidaat wint dan het geld dat tijdens de quiz verzameld is door de twee finalisten.

### Seizoen 1
Het eerste seizoen werd gepresenteerd door Philippe Geubels.
De laatste aflevering van seizoen 1 werd gespeeld met vier BV's: Bart Kaëll, Soe Nsuki, Steven Van Herreweghe en Maaike Cafmeyer.

### Seizoen 2
Een tweede seizoen begon op 29 september 2024. Sven de Leijer nam de presentatie over, omdat de presentatie niet paste in de agenda van Geubels.
Ook dit seizoen werd besloten met een aflevering met BV's: Ella Leyers, Annemie Struyf, Philippe Geubels en James Cooke. Het eindbedrag ging naar De Warmste Week.